# S107 (Den Haag)
De S107 is een stadsroute in Den Haag die loopt over de Rotterdamsebaan. Voor de oplevering van de Rotterdamsebaan liep deze route over een gedeelte van de Rijswijkseweg, de Haagweg in Rijswijk, de Laan van Hoornwijck en de Laan van Delfvliet.
De weg verbindt de S100/Centrumring - hier de Mercuriusweg/Binckhorstlaan - met de Ring Den Haag - hier de A4 (afrit 9).
Bij de herinrichting van de Rijswijkseweg en de Haagweg is de benoeming S107 tijdelijk opgeheven, om later te worden toegewezen aan de Rotterdamsebaan die in februari 2021 werd opgeleverd.
 Den Haag ·   ·  ·  · · ·  ·  ·  ·  ·  ·  

 Haagsche tunnels: Koningstunnel · Hubertustunnel · Victory Boogie Woogietunnel